# オーペラ
オーペラ（伊: Opera）は、イタリア共和国ロンバルディア州ミラノ県にある、人口約14,000人の基礎自治体（コムーネ）。

## 地理

### 位置・広がり

#### 隣接コムーネ
隣接するコムーネは以下の通り。
- ロカーテ・ディ・トリウルツィ
- ミラノ
- ピエーヴェ・エマヌエーレ
- ロッツァーノ
- サン・ドナート・ミラネーゼ

### 地震分類
イタリアの地震リスク階級 (it) では、3 に分類される
。